# Villa Vojcsik

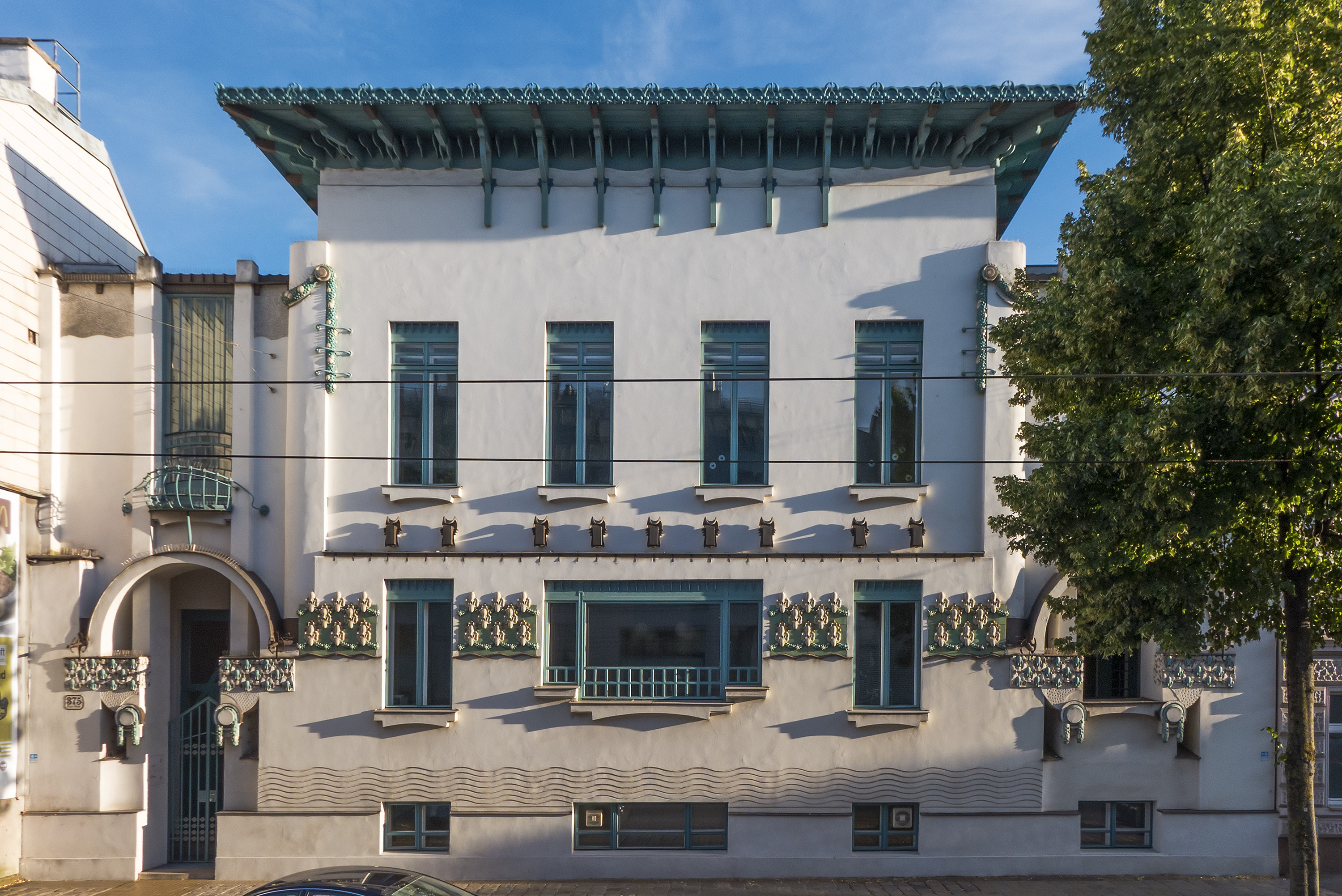
Villa Vojcsik

Die Villa Vojcsik ist bekannter Sonderfall einer Jugendstilvilla im Wiener Bezirksteil Hütteldorf. Sie wurde 1900–1901 vom Otto-Wagner-Schüler Otto Schönthal erbaut, im Auftrag von Wagners Hausarzt und Freund, Ladislaus Vojcsik.
Der Bau markiert den Rückzug der sezessionistischen Dekoration und das erste Auftreten abstrakter geometrischer Bänder in der Wiener Jugendstilarchitektur. Die Villa steht unter Denkmalschutz.

## Standort, Auftrag, Geschichte
Standort der Villa ist das Grundstück Linzer Straße 375 in einem der Außenbezirke Wiens, rund 9 km vom Zentrum Wiens entfernt. Hütteldorf wurde erst 1891 eingemeindet und war bis dahin eine eigene Gemeinde. Otto Wagner hatte dort 1886 bis 1888 seinen Sommersatz etabliert, die Villa Wagner I.
Otto Schönthal (1878–1961) fertigte die Entwürfe im Lauf seines dritten Ausbildungsjahres bei Otto Wagner. Es war sein erster bedeutender Auftrag, er erhielt ihn im Alter von 22 Jahren. Ladislaus Vojcsik benötigte eine repräsentative Villa, die auch seine Arztpraxis beherbergen sollte. Als bemerkenswert wurde in der Fachwelt angesehen, dass der junge Architekt eigenständige architektonische Formen innerhalb des sezessionistischen Kanons entwickelt hatte.
In den 1980er Jahren war die Villa Firmensitz der Werbeagentur GGK Wien, damals geleitet von Hans Schmid und Gert Winkler. Zwischen 1982 und 1984 fanden in der Galerie in der GGK Wien mehrere Ausstellungen statt, kuratiert von Christian Michelides, darunter Personalen der New Yorker Künstler Kiki Kogelnik und Marcus Leatherdale, der Fotografen Alfred Seiland (Österreich) und Christian Vogt (Schweiz) sowie die Gruppenausstellungen Copy Art und Wiener Blut ’83, eine Gesellschaftskomödie mit Paten und Kindern.
Das Musée d’Orsay in Paris erwarb 1997 ein Konvolut von 40 Zeichnungen der Wagner-Schüler Emil Hoppe, Marcel Kammerer und Otto Schönthal, darunter auch Entwurfsskizzen für die Villa Vojcsik.
Im Jahr 2007 waren große Teile der Straßenfassade absturzgefährdet und mussten zum Teil von der Baupolizei entfernt werden. Daraufhin erfolgte eine umfassende Fassadensanierung nach historischen Fotos. Die originale Färbelung der Fassaden sowie der Holz- und Blechteile wurde rekonstruiert und fehlende Strukturteile, wie das Wellenband im Erdgeschoß, ergänzt. Aufgrund der glacierten Keramik und einer Reihe von gezierten Blechteilen musste mit besonderer Sorgfalt saniert und restauriert werden.
Die Villa befindet sich nach wie vor im Familienbesitz. Heute hat hier die Satel Film ihren Sitz.

## Gestaltung
Markant und auffällig ist der überhöhte Mitteltrakt mit seinem Baldachindach, welches an der Unterseite in einem charakteristischen Aquamarinblau gehalten ist. Die zwei Seitenteile stellen Anbindungen die an die Häuserzeile dar, ursprünglich Zinshäuser. Auffällige Elemente sind auch Halbkreisbögen an den Seitentrakten. Mit diesem Bau beginnt der Rückgang der sezessionistischen Dekoration. Erstmals treten abstrakte, geometrische Volumina in der Wiener Architektur auf. Die eigenwillige Ornamentik besteht aus polychromen reliefierten Fliesen, kubischen Metallteilen, Festons und Lorbeerkränzen. Bewundert wurde, so das Musée d’Orsay, „die geschickte Verbindung von klassizistischen Formen, baulicher Einfachheit und einer Vielfalt von ornamentalen Elementen aus allen Provinzen, unter anderen den Orientalischen, des riesigen österreichisch-ungarischen Reiches“.

## Details

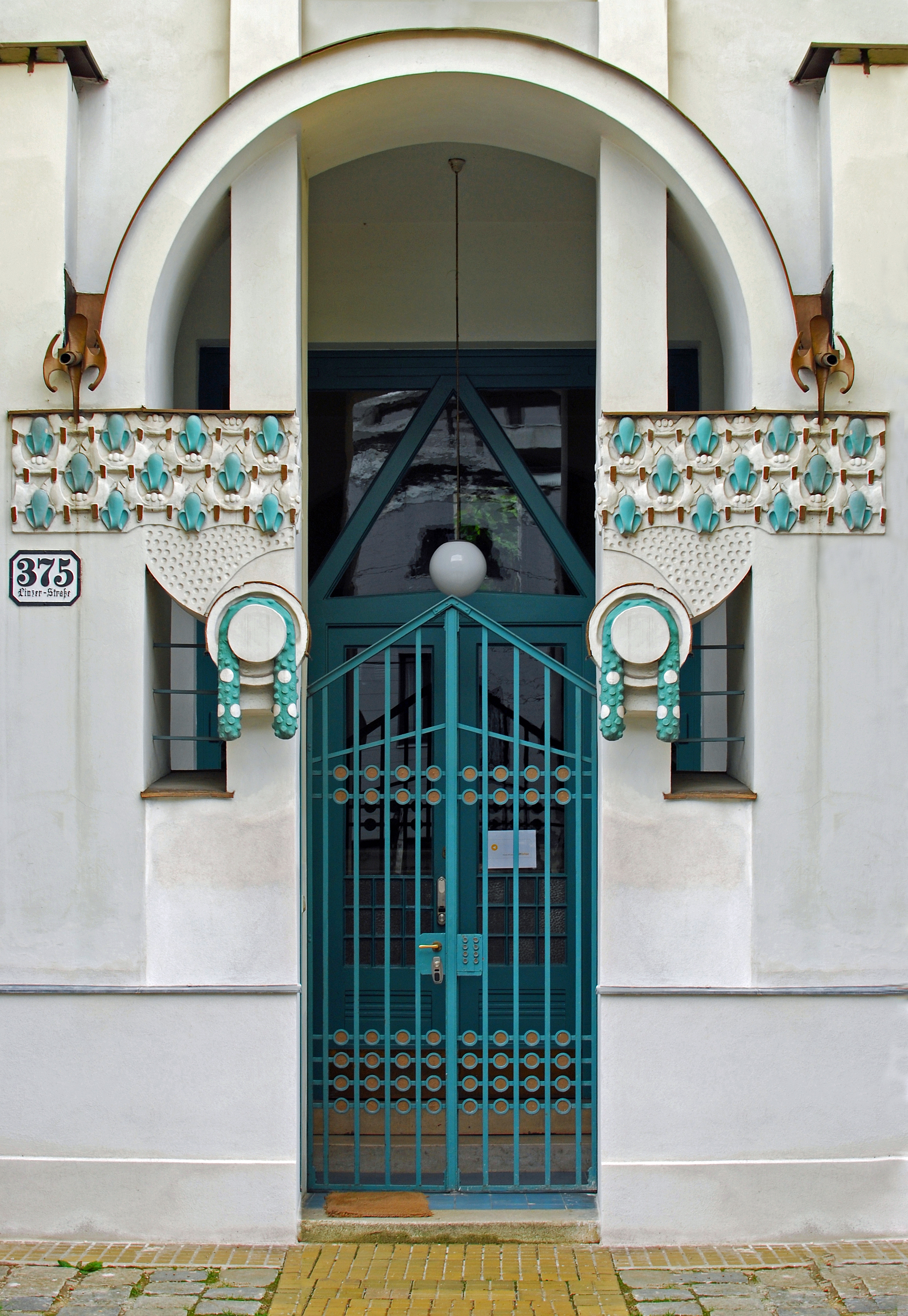
Eingang
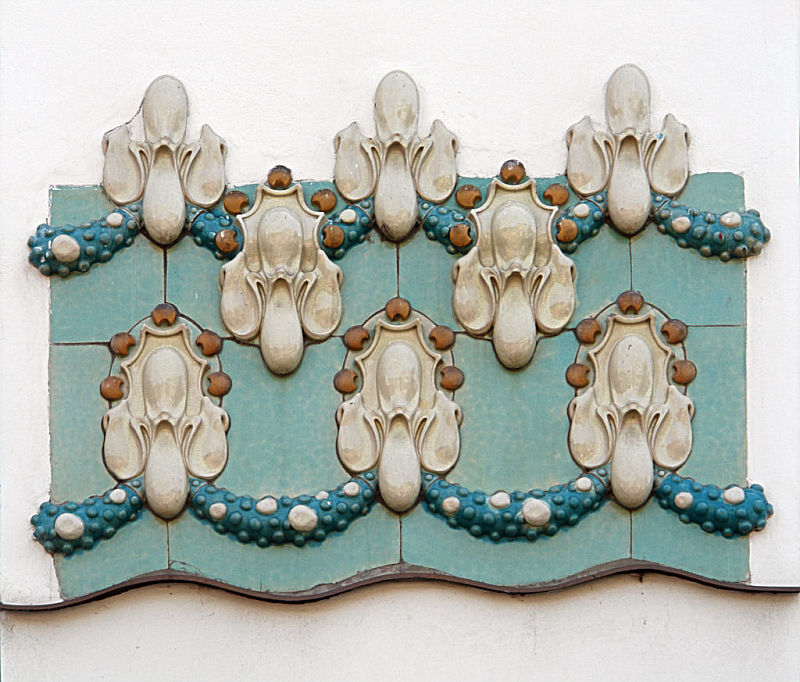
Fassade
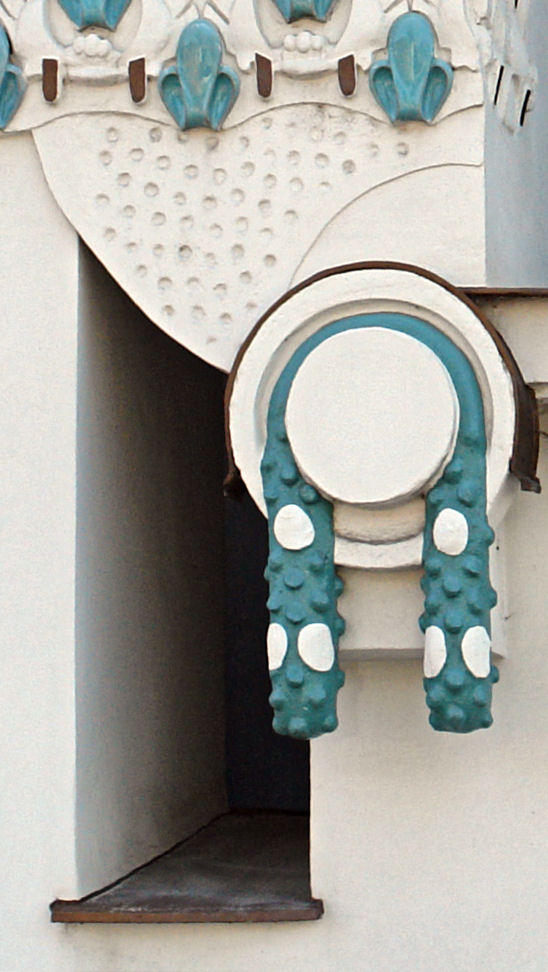
Fassade